# Ојлерова формула
Овај чланак објашњава Ојлерову формулу у области комплексне анализе. За Ојлерову формулу у теорији графова и полиедарској комбинаторици видети чланак Ојлерова карактеристика.
Ојлерова формула, која је добила име по швајцарском математичару Леонарду Ојлеру повезује тригонометријске функције са комплексним експонентима, а тврди да за било који реални број x важи,
{\displaystyle e^{ix}=\cos(x)+i\sin(x)\!}
где је e основа природног логаритма, i имагинарна јединица, а cos и sin тригонометријске функције (овде се подразумева да се при израчунавању синуса и косинуса угао x изражава у радијанима, а не у степенима). Формула важи и ако је x комплексан број, па, због тога, неки аутори под Ојлеровом формулом подразумевају њену уопштену комплексну варијанту.
Ојлерова формула је свеприсутна у математици, физици и инжењерству.  Ричард Фајнман је назвао Ојлерову формулу „нашим драгуљем“ и „најзначајнијом формулом у математици“.
Када је x = π, Ојлерова формула постаје eiπ + 1 = 0, што је познато као Ојлеров идентитет.

## Историја
Бернули је око 1702. године записао
{\displaystyle {\frac {dx}{1+x^{2}}}={\frac {1}{2}}\left({\frac {dx}{1-ix}}+{\frac {dx}{1+ix}}\right)}.
и
{\displaystyle \int {\frac {dx}{1+x}}=\ln(1+x),}
Наведене једнакости дају увид у појам комплексних логаритмима. Бернули, међутим, није оценио целину. Његово дописивање с Ојлером (који је такође познавао једнакост) показује да није наслутио дубину математичке позадине.
Ојлерову формулу је први доказао енглески математичар Роџер Коутс 1714. године. Он је изнео је геометријски аргумент који се може тумачити (након корекције погрешно постављеног фактора {\displaystyle {\sqrt {-1}}}) као:
{\displaystyle \ln(\cos(x)+i\sin(x))=ix\ }
где је ln природни логаритам, односно логаритам са основом e. 
Ојлер је први објавио једнакост у њеном данашњем облику 1748. године, заснивајући свој доказ на чињеници да су бесконачни редови на које се могу разложити обе стране једнакости међусобно једнаки. Међутим, ниједан од њих није видео геометријско тумачење формуле: представљање комплексних бројева као тачака у комплексној равни ће се појавити у математици тек 50 година касније, захваљујући Каспару Веселу. Ојлер је сматрао природним увођење комплексних бројева много раније у математичком образовању него што се то данас чини. У свом елементарном уџбенику алгебре, он их уводи на почетку и затим их користи на природан начин кроз целу књигу.

## Дефиниције комплексних експонирања
Експоненцијална функција ex за реалне вредности од x може бити дефинисана на неколико различитих еквивалентних начина (погледајте карактеризацију експоненцијалне функције). Неколико ових метода може се директно проширити тако да дају дефиниције од ez за комплексне вредности од z једноставним заменом z уместо x и коришћењем комплексних алгебарских операција. Конкретно може се користити било која од три следеће дефиниције, које су еквивалентне. Из напредније перспективе, свака од ових дефиниција може се протумачити као давање јединствене аналитичке континуације од ex на комплексној равни.

### Дефиниција диференцијалне једначине
Експоненцијална функција {\displaystyle z\mapsto e^{z}} је једиствена диференцијабилна функција комплексне променљиве за коју важи
{\displaystyle {\frac {de^{z}}{dz}}=e^{z}}
и
{\displaystyle e^{0}=1.}

### Дефиниција степеног реда
За комплексни број z
{\displaystyle e^{z}=1+{\frac {z}{1!}}+{\frac {z^{2}}{2!}}+{\frac {z^{3}}{3!}}+\cdots =\sum _{n=0}^{\infty }{\frac {z^{n}}{n!}}.}
Користећи Д'Аламберов тест, може се показати да овај степени ред има бесконачан радијус конвергенције и стога дефинише ez за свако комплексно z.

### Дефиниција лимита
За комплексни број z
{\displaystyle e^{z}=\lim _{n\rightarrow \infty }\left(1+{\frac {z}{n}}\right)^{n}.}
Овде је n ограничено на позитивне целе бројеве, тако да није упитно шта означава n степен експонента.

## Докази
Могући су различити докази формуле.

### Кориштење диференцијације
Овај доказ показује да је количник тригонометријских и експоненцијалних израза константна функција, те они морају бити једнаки (експоненцијална функција никада није нула, тако да је ово дозвољено).
Нека је f(θ) функција
{\displaystyle f(\theta )=e^{-i\theta }(\cos \theta +i\sin \theta )}
за реално θ. Диференцирајући, добија се применом правила производа
{\displaystyle f'(\theta )=e^{-i\theta }(i\cos \theta -\sin \theta )-ie^{-i\theta }(\cos \theta +i\sin \theta )=0}
Стога је f(θ) константа. Како је f(0) = 1, онда је f(θ) = 1 за свако реално θ, и следи 
{\displaystyle e^{i\theta }=\cos \theta +i\sin \theta .}

### Кориштење степених редова
Ово је доказ за Еулерову формулу која користи проширења степеног низа, као и основне чињенице о степенима од i:
{\displaystyle {\begin{aligned}i^{0}&=1,&i^{1}&=i,&i^{2}&=-1,&i^{3}&=-i,\\i^{4}&=1,&i^{5}&=i,&i^{6}&=-1,&i^{7}&=-i\\&\vdots &&\vdots &&\vdots &&\vdots \end{aligned}}}
Користећи сада горе поменуту дефиницију степене серије, види се да је за реалне вредности од x
{\displaystyle {\begin{aligned}e^{ix}&=1+ix+{\frac {(ix)^{2}}{2!}}+{\frac {(ix)^{3}}{3!}}+{\frac {(ix)^{4}}{4!}}+{\frac {(ix)^{5}}{5!}}+{\frac {(ix)^{6}}{6!}}+{\frac {(ix)^{7}}{7!}}+{\frac {(ix)^{8}}{8!}}+\cdots \\[8pt]&=1+ix-{\frac {x^{2}}{2!}}-{\frac {ix^{3}}{3!}}+{\frac {x^{4}}{4!}}+{\frac {ix^{5}}{5!}}-{\frac {x^{6}}{6!}}-{\frac {ix^{7}}{7!}}+{\frac {x^{8}}{8!}}+\cdots \\[8pt]&=\left(1-{\frac {x^{2}}{2!}}+{\frac {x^{4}}{4!}}-{\frac {x^{6}}{6!}}+{\frac {x^{8}}{8!}}-\cdots \right)+i\left(x-{\frac {x^{3}}{3!}}+{\frac {x^{5}}{5!}}-{\frac {x^{7}}{7!}}+\cdots \right)\\[8pt]&=\cos x+i\sin x,\end{aligned}}}
при чему се у задњем кораку препознају два члана која су Маклоренови редови за cos x и sin x. Преуређивање чланова је оправдано, јер је свака серија апсолутно конвергентна.

### Кориштење поларних координата
Још један доказ је базиран на чињеници да се сви комплексни бројеви могу изразити у поларним координатама. Стога, за неко r и θ зависно од x, важи
{\displaystyle e^{ix}=r(\cos \theta +i\sin \theta ).}
Не праве се претпоставке о r и θ; они се утврђују у току доказивања. Из било које дефиниције експоненцијалне функције може се показати да је дериват од eix једнак ieix. Стога, диференцијација обе стране даје
{\displaystyle ie^{ix}=(\cos \theta +i\sin \theta ){\frac {dr}{dx}}+r(-\sin \theta +i\cos \theta ){\frac {d\theta }{dx}}.}
Одузимајући r(cos θ + i sin θ) за eix и изједначавајући реалне и имагинарне делове у овој формули даје dr/dx = 0 и dθ/dx = 1. След да је r константа, а θ је x + C за исту константу C. Иницијалне вредности r(0) = 1 и θ(0) = 0 долазе од e0i = 1, дајући r = 1 и θ = x. Тиме се доказује формула
{\displaystyle e^{ix}=1(\cos x+i\sin x)=\cos x+i\sin x.}

## Апликације

### Примене у теорији комплексних бројева

#### Интерпретација формуле
Ова формула се може протумачити као да је функција eiφ јединични комплексни број, тј. она прати јединични круг у комплексној равни како се φ креће кроз реалне бројеве. Овде је φ угао који линија која повезује координатни почетак са тачком на јединичној кружници прави са позитивном реалном осом, мерено у смеру супротном од кретања казаљке на сату и у радијанима.
Оригинални доказ је заснован на проширењима Тејлорове серије експоненцијалне функције ez (где је z комплексни број) и sin x, а cos x за реалне бројеве x (погледајте испод). Заправо, исти доказ показује да Ојлерова формула важи чак и за све комплексне бројеве x.
Тачка у комплексној равни може се представити комплексним бројем записаним у картезијанским координатама. Ојлерова формула пружа средство за конверзију између картезијанских координата и поларних координата. Поларни облик поједностављује математику када се користи за множење или степеновање комплексних бројева. Било који комплексни број z = x + iy, и његов комплексно конјуговани број z = x − iy, могу се записати као
{\displaystyle {\begin{aligned}z&=x+iy=|z|(\cos \varphi +i\sin \varphi )=re^{i\varphi },\\{\bar {z}}&=x-iy=|z|(\cos \varphi -i\sin \varphi )=re^{-i\varphi },\end{aligned}}}
где је
x = Re z реални део,
y = Im z имагинарни део,
r = |z| = √x2 + y2 је магнитуда од z и
φ = arg z = atan2(y, x).
φ је аргумент од z, тј. угао између x осе и вектора z мереног супротно смеру казаљки на сату у радијанима, који је дефинисан до адиције 2π. Многи текстови наводе φ = tan−1 y/x уместо φ = atan2(y,x), али прву једначину треба прилагодити када је x ≤ 0. То је зато што се за било које реално x и y, који нису нула, углови вектора (x, y) и (−x, −y) разликују за π радијана, али имају идентичну вредност за tan φ = y/x.

#### Употреба формуле за дефинисање логаритма комплексних бројева
Сада, узимајући ову изведену формулу, Ојлерова формула се може користити да се дефинише логаритам комплексног броја. Да би се то урадило, користи се дефиниција логаритма (као инверзни оператор потенцирања):
{\displaystyle a=e^{\ln a},}
као и да је
{\displaystyle e^{a}e^{b}=e^{a+b},}
Ова два израза су валидна за било који пар комплексних бројева a и b. Стога се може написати:
{\displaystyle z=|z|e^{i\varphi }=e^{\ln |z|}e^{i\varphi }=e^{\ln |z|+i\varphi }}
за свако z ≠ 0. Логаритмујући обе стране добија се
{\displaystyle \ln z=\ln |z|+i\varphi ,}
и то се може користити као дефиниција за комплексни логаритам. Логаритам комплексног броја је стога мултивредносна функција, јер φ има више вредности.
Коначно, важе и друга правила експоненцирања
{\displaystyle \left(e^{a}\right)^{k}=e^{ak},}
за које се може видети да важе за све целе бројеве k, заједно са Ојлеровом формулом. То подразумева неколико тригонометријских идентитета, као и Моаврову формулу.

### Однос према тригонометрији
Ојлерова формула пружа моћну везу између анализе и тригонометрије, и омогућава интерпретацију синусних и косинусних функција као пондерисаних сума експоненцијалне функције:
{\displaystyle {\begin{aligned}\cos x&=\operatorname {Re} \left(e^{ix}\right)={\frac {e^{ix}+e^{-ix}}{2}},\\\sin x&=\operatorname {Im} \left(e^{ix}\right)={\frac {e^{ix}-e^{-ix}}{2i}}.\end{aligned}}}
Две горње једначине се могу извести додавањем или одузимањем Ојлерових формула:
{\displaystyle {\begin{aligned}e^{ix}&=\cos x+i\sin x,\\e^{-ix}&=\cos(-x)+i\sin(-x)=\cos x-i\sin x\end{aligned}}}
и решавањем за било косинус или синус.
Ове формуле могу чак послужити као дефиниција тригонометријских функција са комплексним аргументима x. На пример, узимајући x = iy, добија се:
{\displaystyle {\begin{aligned}\cos iy&={\frac {e^{-y}+e^{y}}{2}}=\cosh y,\\\sin iy&={\frac {e^{-y}-e^{y}}{2i}}={\frac {e^{y}-e^{-y}}{2}}i=i\sinh y.\end{aligned}}}
Комплексни експоненцијали могу поједноставити тригонометрију, јер је њима лакше манипулисати него њиховим синусоидним компонентама. Једна од техника је једноставно претварање синусоида у еквивалентне изразе у виду експонената. Након манипулација, поједностављени резултат је и даље реално-вредностан. На пример:
{\displaystyle {\begin{aligned}\cos x\cos y&={\frac {e^{ix}+e^{-ix}}{2}}\cdot {\frac {e^{iy}+e^{-iy}}{2}}\\&={\frac {1}{2}}\cdot {\frac {e^{i(x+y)}+e^{i(x-y)}+e^{i(-x+y)}+e^{i(-x-y)}}{2}}\\&={\frac {1}{2}}{\bigg (}\underbrace {\frac {e^{i(x+y)}+e^{-i(x+y)}}{2}} _{\cos(x+y)}+\underbrace {\frac {e^{i(x-y)}+e^{-i(x-y)}}{2}} _{\cos(x-y)}{\bigg )}.\end{aligned}}}
Још једна техника је представљање синусоида у виду реалног дела комплексног израза и извођење манипулација на комплексном изразу. На пример:
{\displaystyle {\begin{aligned}\cos nx&=\operatorname {Re} \left(e^{inx}\right)\\&=\operatorname {Re} \left(e^{i(n-1)x}\cdot e^{ix}\right)\\&=\operatorname {Re} {\Big (}e^{i(n-1)x}\cdot {\big (}\underbrace {e^{ix}+e^{-ix}} _{2\cos x}-e^{-ix}{\big )}{\Big )}\\&=\operatorname {Re} \left(e^{i(n-1)x}\cdot 2\cos x-e^{i(n-2)x}\right)\\&=\cos[(n-1)x]\cdot [2\cos x]-\cos[(n-2)x].\end{aligned}}}
Ова формула се користи за рекурзивну генерацију cos nx за целобројне вредности n и арбитрарно x (у радијанима).